# Enix (kommunhuvudort)
Enix är en kommunhuvudort i Spanien.   Den ligger i provinsen Provincia de Almería och regionen Andalusien, i den södra delen av landet, 400 km söder om huvudstaden Madrid. Enix ligger 721 meter över havet och antalet invånare är 330.
Terrängen runt Enix är huvudsakligen kuperad, men västerut är den bergig. Runt Enix är det ganska tätbefolkat, med 70 invånare per kvadratkilometer. Närmaste större samhälle är Almería, 13,3 km öster om Enix. Omgivningarna runt Enix är i huvudsak ett öppet busklandskap.